# 新潟県道73号鯨波宮川線
新潟県道73号鯨波宮川線（にいがたけんどう73ごう くじらなみみやがわせん）は、新潟県柏崎市から刈羽郡刈羽村に至る県道（主要地方道）である。

## 概要

### 路線データ
- 実延長：28,026.6m[1]
- 起点：新潟県柏崎市大字鯨波字向田乙（国道8号交点）
- 終点：新潟県刈羽郡刈羽村大字滝谷字上町（新潟県道23号柏崎高浜堀之内線交点、新潟県道369号黒部柏崎線重複）

## 歴史
- 1993年（平成5年）5月11日 - 建設省から、県道鯨波公園線・県道荒浜安田線の一部・県道中田刈羽停車場線の一部・県道黒部柏崎線の一部・県道柏崎高浜堀之内線の一部が鯨波宮川線として主要地方道に指定される[2]。

## 路線状況

### 重複区間
- 新潟県道522号野田西本線（柏崎市大字堀 地内）
- 新潟県道369号黒部柏崎線（山崎交差点 - 刈羽村大字滝谷字上町、終点）

## 地理

### 通過する自治体
- 柏崎市
- 刈羽郡刈羽村

### 交差する道路
- 国道8号（北陸道）（起点：鯨波交差点）
- 国道353号（新道交差点）
- 新潟県道522号野田西本線（柏崎市大字堀 地内で重複）
- 国道252号（国道291号重複、安田交差点）
- 新潟県道11号柏崎小国線（中田交差点）
- 国道8号（曽地交差点）
- 国道116号（西山バイパス）（刈羽交差点）
- 新潟県道148号刈羽停車場線・新潟県道369号黒部柏崎線（山崎交差点）
- 新潟県道23号柏崎高浜堀之内線（終点：刈羽村大字滝谷字上町）

### 沿線にある施設など
- JR信越本線
  - 鯨波駅
  - 安田駅
- JR越後線
  - 刈羽駅
  - 西山駅
- 刈羽村役場
- 新潟工科大学
- 新潟産業大学
- 新潟産業大学附属高等学校
- 柏崎市立南中学校
- 柏崎市立東中学校
- 柏崎市立鯨波小学校
- 柏崎市立新道小学校
- 柏崎市立田尻小学校
- 柏崎市立北鯖石小学校
- 柏崎市立中通小学校
- 刈羽村立刈羽中学校
- 刈羽村立刈羽小学校
- JA柏崎 刈羽支店
- 柏崎鯨波郵便局
- 田尻郵便局
- 中田郵便局
- 曽地郵便局
- 刈羽郵便局
- 東京電力 柏崎刈羽原子力発電所
- 国際石油開発帝石 東柏崎ガス田
- 理研機械 本社・田尻工場
- 富士フイルムマニュファクチャリング 新潟事業所（レーザープリンター）
- 鯨波海水浴場
- 西鯨波海水浴場
- 柏崎・夢の森公園
- 妙見温泉
- 刈羽村源土運動広場